# Гута (Пйотрковський повіт)
Гута (пол. Huta) — село в Польщі, у гміні Ленки-Шляхецькі Пйотрковського повіту Лодзинського воєводства.
Населення — 135 осіб (2011).
У 1975—1998 роках село належало до Пйотрковського воєводства.

## Демографія
Демографічна структура станом на 31 березня 2011 року:
|          | Загалом | Допрацездатний вік | Працездатний вік | Постпрацездатний вік |
| -------- | ------- | ------------------ | ---------------- | -------------------- |
| Чоловіки | 67      | 15                 | 47               | 5                    |
| Жінки    | 68      | 22                 | 33               | 13                   |
| Разом    | 135     | 37                 | 80               | 18                   |